# Сибирска траварка
Сибирска траварка (лат. Saxicola maurus) је недавно потврђена врста из породице мухарки Старог света (Muscicapidae). Као и друге мухарице сличне дроздовима, у прошлости је често сврставана у Turdidae. Гнезди се у Источном Палеарктику, укључујући и крајњи исток Европе, а зимује у тропима Старог света.

## Таксономија
Сибирска траварка је формално описан 1758. године од стране шведског природњака Карла фон Линеа у десетом издању своје „Systema Naturae“. Научно име значи „тамни становник стена“. Saxicola потиче од латинског saxum „стена“ + incola „становник“; специфични епитет maurus је латинизовано од грчког maúros (μαύρος) „црн“ (упореди са „маври“), у вези са бојом горњег дела тела у поређењу са Saxicola rubicola.

### Подврсте
Постоји пет признатих подврста:
- Saxicola maurus maurus (Pallas, 1773) - северна и источна европска Русија од истока до Монголије и источног Тјен Шана, од југа до североисточног Ирана, од јужног Туркменистана и од западног Пакистана; гнезди се у источној Финској; зимује у југозападној и јужној Азији
- Saxicola maurus variegatus (Gmelin, 1774) - североисточна Турска, Закавказје и северозападни и југозападни Иран; зимује у југозападној Азији и североисточној Африци
- Saxicola maurus indicus (Blyth, 1847) - Хималаји од Кашмира источне до североисточне Индије; зимују у Пакистану и Индији
- Saxicola maurus hemprichii (Ehrenberg, 1833) - источна Украјина (доњи део реке Дон) и источни Крим, источно до равница Калмикије и североисточне области делте Волге, јужно до северне падине Кавказа и северни Азербејџан; зимује у североисточној Африци
- Saxicola maurus przewalskii  (Pleske, 1889) - Тибетска висораван од истока до средине Кине (североисточни Ћингхај од истока до Шансија и западног Хубеја, јужно од Јунана, Гујеџоуа и Гуангсија), од југа до североисточног Мјанмара и северне Индокине; зимује од севера и североистока Индије од истока до југоисточне Кине и југоисточне Азије

У прошлости, Saxicola maurus је обично био укључен у Saxicola torquatus као део „обичне црноглава траварка“, али тај научни назив је данас ограничен на афричку траварку. Анализа mtDNA цитохрома "b" секвенце и nDNA микросателитских отисака, иако не недвосмислена, заједно са доказима из морфологије, понашања и биогеографије, чини се да указује на то да се садашња птица може сматрати посебном врстом. Црноглава траварка (Saxicola rubicola)  је њена западна сестринска врста у евразијској лози црноглавих траварки; њихови преци су се раздвојили током касног плиоцена или раног плеистоцена, пре отприлике 1,5-2,5 милиона година на почетку квартарног залеђења.

## Опис
Сибирска траварка подсећа на свог најближег живог рођака, црноглаву траварку (Saxicola rubicola), али је обично тамнија одозго, а блеђа одоздо, са белом тртицом и бељим доњим делом тела са мање наранџасте боје на грудима. Мужјак у гнездећем перју има црне горње делове тела и главу (без смеђкастих тонова европске црноглаве траварке), упадљиву белу крагну, плашт и тртицу, и ограничено подручје наранџасте боје на грлу.
Женка сибирске траварке има бледо смеђе горње делове тела и главу, беле мрље на врату (не пуну крагну) и бледу, непругасту ружичасто-жути плашт. Мужјаци у зимском перју су између летњих мужјака и женки, са суперцилијумом који подсећа на обичну траварку (Saxicola rubetra); женке се могу разликовати по потпуно белој крагни.
Ако се сибирска траварка посматра изблиза, може се препознати да су њена примарна пера знатно дужа него код Saxicola rubicola . По томе веома подсећа на обичну траварку, који је, као и Saxicola maurus, прилагођен миграцијама на велике удаљености.
Мужјак сибирске траварке има кликтави звук, попут два каменчића који ударају један о други. Песма је висока и цвркутава попут обичног попића (Prunella modularis), несродне врапчарске певачице из породице Passeroidea.

## Распрострањеност и станиште
Ареал гнежђења сибирске траварке покрива већи део умерене Азије, од око 71° северне географске ширине у Сибиру на југу до Хималаја и југозападне Кине, и на западу до источне Турске и подручја Каспијског мора. Такође се гнезди на крајњем североистоку Европе, углавном у Русији, али повремено и на западу све до Финске.
Зимовалиште ове птице селице је од јужног Јапана на југу до Тајланда и Индије, и од запада до североисточне Африке. Током миграције, мали број јединки стиже чак до западне Европе на западу, а изузетно чак до Аљаске на истоку у Северној Америци.
Сибирска travarka је инсектојед . Размножава се у отвореним, неравним жбуновитим подручјима или неравним травнатим подручјима са раштрканим жбуњем, од нивоа мора до око 4.000 м надморске висине или више. Чини се да птице избегавају чак и хладне умерене услове и остају на северу само током врућег континенталног лета. У планинским пределима подножја Хималаја у Бутану, птице мигранти се повремено могу видети како траже храну на пољима и пашњацима више од 2.000 м надморске висине, али већина се сели даље низводно и на југ да би презимила у тропским регионима.
Иако га IUCN не сматра посебном врстом, широко је распрострањен и чест и третира се као најмање угрожени таксон.

## Галерија
- Мужјак у зимском перју, Утар Прадеш, Индија
- Мужјак Saxicola maurus indicus Бардија, Непал
- Сибирска траварка Ханој, Вијетнам
- Сибирска траварка Дипор Бил, Асам, Индија
- Мужјак Saxicola maurus indicus Бактапур, Непал